# 萨比娜·格齐梅克
萨比娜·格齐梅克（Sabina Grzimek，1942年11月12日—）是一位德国雕塑家，其父是雕塑家瓦尔德马·格齐梅克。萨比娜·格齐梅克創作過許多青铜、石膏、陶瓦和黏土礦物雕塑。